# Sky Max
Sky Max là một kênh truyền hình trả phí của Vương quốc Anh. Kênh được lên sóng vào ngày 1 tháng 9 năm 2021, cùng với Sky Showcase. Kênh được quản lý và hoạt động bởi Sky Group, một bộ phận của công ty truyền thông Comcast.
Kênh đã được công bố vào ngày 28 tháng 7 năm 2021 để thay thế cho Sky One, phát sóng đã gần 40 năm. Nó phát sóng các chương trình giải trí và chính kịch được chiếu trước đây trên Sky One - phần lớn là hài kịch, được chuyển sang Sky Comedy. Một phiên bản ở Ý của Sky Max, được gọi là Sky Serie được lên sóng vào ngày 1 tháng 7 năm 2021 với nhiều chương trình khác nhau.

## Chương trình đang phát sóng
Sky Max phát sóng nhiều bộ phim chính kịch, hài kịch và phim bộ không có kịch bản, cả trên truyền hình trực tiếp và theo yêu cầu.

### Drama
- COBRA (series 2–3) (2021–nay)[a]
- The Lazarus Project (2022–nay)

### Hài chính kịch
- Brassic (series 3–5) (2021–nay)[a]
- Agatha Raisin (series 4–5) (2021–nay)[a]

### Hoạt hình
- Moominvalley (series 3–4) (2022–nay)[a]

### Không có kịch bản

#### Chương trình truyền hình
- A League of Their Own (series 16–18) (2021–nay)[a]
- Never Mind the Buzzcocks (series 29–30) (2021–nay)[b]

#### Thực tế
- Rob & Romesh Vs (series 4–5) (2022–nay)[a]
- Hold The Front Page (2023)

#### Phong phú
- The Russell Howard Hour (series 5–6) (2021–nay)[a]
- Fantasy Football League (series 7) (2022)[c]

## Chương trình sắp phát sóng

### Drama
- Then You Run (2023)[7]

### Hài chính kịch
- Funny Woman (2023)[8][9]

### Không có kịch bản

#### Phong phú
- The Overlap (2023)[10]

## Chương trình từng phát sóng

### Drama
- Wolfe (2021)
- Temple (series 2) (2021)[a]
- A Discovery of Witches (series 3) (2022)[a]
- The Rising (2022)
- The Midwich Cuckoos (2022)
- A Town Called Malice (2023)

### Hài chính kịch
- Frayed (series 2) (2022)[a]

### Không có kịch bản

#### Thực tế
- Dating No Filter (series 2) (2022)[a]
- Got, Got Need (2022)

## Chương trình được mua lại
Được mua lại từ CBS Studios, Sony Pictures Television, Universal Television và Warner Bros. Television Studios
- Bel-Air
- The Blacklist (mùa cuối cùng)
- Fantasy Island
- The Flash (mùa cuối cùng)
- The Flight Attendant
- Last King of the Cross
- Magnum P.I.
- NCIS: Los Angeles (mùa cuối cùng)
- Peacemaker
- Poker Face
- Resident Alien
- SEAL Team
- S.W.A.T. (mùa cuối cùng)
- Warrior